# Tribunal de cruzada
El tribunal de cruzada fue un tribunal erigido a finales del siglo XV por los reyes católicos y a principios del siglo XVI le elevó Carlos V a la dignidad de consejo supremo, en cuya clase permaneció hasta que en el año de 1750 se convirtió en comisaría general de cruzada.
Mientras fue consejo supremo tuvo a su cargo: 
1. todo lo perteneciente a la ejecución, impresión, distribución de la santa bula, administración de sus productos y aplicación de ellos a la guerra contra moros.
2. la ejecución, reparto y cobranza del subsidio que pagaba el clero al erario y del excusado.
3. el descubrimiento y aplicación a los fines de la cruzada de los bienes mostrencos, vacantes y abintestatos.
4. el establecimiento del Nuevo Rezado, impresión de los libros del breviario y misal reformados tras el concilio de Trento.
5. la recaudación de la mitad de las multas pecuniarias que imponían los tribunales eclesiásticos, el de las composiciones sobre bienes mal habidos, de conmutación de votos, de dispensas por omisiones en el rezo divino, irregularidades de eclesiásticos y el de los matrimonios contraídos con impedimento dirimente.
6. el reconocimiento y pase de las bulas de indulgencias.
7. la colectación de los expolios de los arzobispos y obispos y de las mesadas eclesiásticas.

Extinguido el consejo se separaron del tribunal el conocimiento de los expolios, la dirección del excusado y los mostrencos, con daño del erario, como lo demostró Patricio Martínez de Bustos en el informe dado el 26 de marzo de 1793. 